# بامعرفتها
بامعرفت‌ها فیلمی به کارگردانی و نویسندگی حسین مدنی محصول سال ۱۳۴۲ است.

## خلاصه داستان
دزدی به خانه‌ای که زنی با دخترش مریم در آن زندگی فقیرانه‌ای دارد، وارد می‌شود و ناگهان پردهٔ اتاق روی بخاری می‌افتد و موجب آتش‌سوزی می‌شود…

## بازیگران
- ناصر ملک‌مطیعی
- محمدرضا فاضلی
- علی تابش
- فریده نصیری
- جواد تقدسی
- عباس مهردادیان
- سرابی
- آپیک یوسفیان
- عبدالحسین تهامی
- باستان
- محسن میلانی
- حسن رضیانی
- قلی صفاپور
- حسن شاهین
- فرید یوسفی
- اکبر جنتی شیرازی
- فرامرز
- پرخیده
- رضا کریمی